# Lechia Gdańsk
Lechia Gdansk je poljski prvoligaški nogometni klub s sedežem v Gdansku, ki je bil ustanovljen leta 1945. 

## Dosežki
- Superpokal: (2)

1983, 2019
- Pokalni zmagovalec: (2)

1982/83, 2018/19